# フランチェスコ・ファルネーゼ
フランチェスコ・ファルネーゼ（Francesco Farnese, 1678年5月19日 - 1727年5月26日）は、パルマ及びピアチェンツァ公（在位：1694年 - 1727年）。

## 生涯
ラヌッチョ2世・ファルネーゼとマリーア・デステの次男として生まれた。
異母兄オドアルド2世・ファルネーゼの死により公国の後継者となり、1694年に侯爵となった。兄の未亡人ドロテア・ソフィア・ディ・ネウブルグと1696年に結婚した。兄の一人娘が、後にスペイン王フェリペ5世妃となるエリザベッタ・ファルネーゼである。
フランチェスコは非常に内向的であったが知的な子供であった。彼は統治者となると、公国の財政危機を改革するため祭りや高価なパーティーに制限を加えた。彼が兄の妻と結婚したのは、政治的財政的理由からであった。
スペイン継承戦争において、フランチェスコはフランスにもオーストリア側にも友好関係を保った。オーストリアとは伝統的同盟関係にあり、また公妃ドロテアの姉エレオノーレ・マグダレーネが神聖ローマ皇帝レオポルト1世の妃であった。一方、駐イタリアのフランス軍司令官ヴァンドーム公ルイ・ジョゼフ（アンリ4世の庶子セザールの孫）の元へはジューリオ・アルベローニ司教を送り込んでいた。この巧みな外交により、隣国のミラノ公国とマントヴァ公国が戦後オーストリアに併合されたのとは対照的に、パルマ公国は生き残った。
フランチェスコには子供がなかったので、死後は同母弟のアントニオが公位を継いだ。